# Kuan Yin Corona
Kuan Yin Corona est une corona, formation géologique en forme de couronne, située sur la planète Vénus par -4,3° S et 10° E. Elle est localisée dans le quadrangle d'Alpha Regio. Elle a été nommée en référence à Kuan Yin, déesse de la fertilité chinoise. 

## Géographie et géologie
Kuan Yin Corona couvre une surface circulaire d'environ 310 km de diamètre. 